# 蘇瓦州議會大廈
蘇瓦州議會大廈（英語：State House）過去被稱為蘇瓦總督府（Government House）是一座位於斐濟蘇瓦的官方建築，現作為斐濟總統的官邸使用。

## 歷史
現在的州議會大廈建於1928年，以取代1921年被閃電擊中被燒毀的原殖民地總督官邸，這場大火也導致大量繪畫和歷史文獻遭到燒毀。該建築物建於1880年代初期，由兩座小型木結構建築組成。火災發生後，時任州長塞西爾·亨特-羅德威爾（Cecil Hunter-Rodwell）計劃建造一座新住宅，綽號「樓梯之家」。當時預算為4萬英鎊，由於造價過高，在殖民地引起了極大的爭議和反對。
從1970年到1987年，總督府一直作為斐濟總督的官邸使用，在兩次軍事政變導致斐濟共和國宣布成立後，於1987年正式成為總統官邸。

## 位置
該住宅位於斐濟博物館南側，正門位於伊麗莎白女王大道，靠近酋長會議大樓。由於作為辦公及政府機關，該建築不對公眾開放，但蘇瓦的居民和觀光客能夠每月第一周的衛兵換崗儀式。這些衛兵由斐濟軍隊的成員組成。

## 另見
- 蘇瓦政府大樓